# Christophe de France
Christophe de France, mort le 10 octobre 1657, est un prélat français du XVIIe siècle.

## Biographie
Christophe est fils de Ferdinand, président au conseil d'Artois. Né vers 1592 et ordonné prêtre le 22 décembre 1618 Il est  doyen d'Arras, lorsque le 23 mai 1634, il est désigné évêque de Saint-Omer. Confirmé le 12 février 1635 il est consacré le 15 juillet 1635.

## Source
- Notices d'autorité :   - VIAF
  - IdRef
  - GND
- Ressource relative à la religion :   - Catholic Hierarchy
- Notice dans un dictionnaire ou une encyclopédie généraliste :   - Deutsche Biographie
- (en) Catholic Hierarchy.org: Christophe de France